# Zavodivka, Berezivka
Zavodivka (în ucraineană Заводівка) este un sat în comuna Rauhivka din raionul Berezivka, regiunea Odesa, Ucraina.

## Demografie
Componența lingvistică a localității Zavodivka
     Ucraineană (94,37%)
     Rusă (4%)
     Alte limbi (0,96%)
Conform recensământului din 2001, majoritatea populației localității Zavodivka era vorbitoare de ucraineană (94,37%), existând în minoritate și vorbitori de rusă (4%).